# Lista ambasadorilor Statelor Unite ale Americii în România
- Prezenta pagină este o listă de ambasadori ai Statelor Unite în România de la stabilirea unui oficiu diplomatic în România până astăzi.

- Eugene Schuyler (agent diplomatic, 1880)
- Eugene Schuyler (însărcinat cu afaceri, 1880-1882)
- Eugene Schuyler (ministru plenipotențiar, 1882-1884)
- Walker Fearn (ministru plenipotențiar, 1895-1889)
- Loudon Snowden (ministru plenipotențiar, 1889-1892)
- Eben Alexander (ministru plenipotențiar, 1893-97)
- William W. Rockhill (ministru plenipotențiar, 1897-99)
- Arthur S. Hardy (ministru plenipotențiar, 1899-1901)
- Charles S. Francis (ministru plenipotențiar, 1901-02)
- John B. Jackson (ministru plenipotențiar, 1902-05)
- John W. Riddle (ministru plenipotențiar, 1905-07)
- Horace G. Knowles (ministru plenipotențiar, 1907-09)
- Spencer F. Eddy (ministru plenipotențiar, 1909)
- John R. Carter (ministru plenipotențiar, 1909-11)
- John B. Jackson (ministru plenipotențiar, 1911-13)
- Charles J. Vopicka (ministru plenipotențiar, 1913-20)
- Peter Augustus Jay (ministru plenipotențiar, 1921-25)
- William S. Culbertson (ministru plenipotențiar, 1925-28)
- Charles S. Wilson (ministru plenipotențiar, 1928-33)
- Alvin Mansfield Owsley (ministru plenipotențiar, 1933-35)
- Leland Harrison (ministru plenipotențiar, 1935-37)
- Franklin Mott Gunther (ministru plenipotențiar, 1937-41)
- Rudolf E. Schoenfeld (ministru plenipotențiar, 1947-50)
- Harold Shantz (ministru plenipotențiar, 1952-55)
- Robert H. Thayer (ministru plenipotențiar, 1955-57)
- Clifton R. Wharton (ministru plenipotențiar, 1958-60)
- William A. Crawford (ministru plenipotențiar, 1961-64)
- William A. Crawford (ambasador, 1964-65)
- Richard H. Davis (ambasador, 1965-69)
- Leonard C. Meeker (ambasador, 1969-73) [1]
- Harry G. Barnes (ambasador, 1973-77)[2]
- O. Rudolph Aggrey (ambasador, 1977-81)
- David Funderburk (ambasador, 1981-85)
- Roger Kirk (ambasador, 1985-89) [3]
- Alan Green (ambasador, 1989-1992)
- John R. Davis Jr. (ambasador, 1992-1994)
- Alfred Moses (ambasador, 1994-1997)
- James Rosapepe (ambasador, 1997-2001)
- Michael Guest (ambasador, 2001-2004)
- Jack Dyer Crouch II (ambasador, 2004-2005)
- Nicholas Taubman (ambasador, 2005-2009)
- Mark Gitenstein (ambasador, 3 august 2009 - 14 decembrie 2012)
- Duane C. Butcher (însărcinat cu afaceri, decembrie 2012)
- Dean R. Thompson (însărcinat cu afaceri)
- Hans G. Klemm (ambasador, 21 septembrie 2015 - decembrie 2019)
- Adrian Zuckerman (ambasador, 17 decembrie 2019 - 20 ianuarie 2021)
- David Muniz (însărcinat cu afaceri)
- Kathleen A. Kavalec (ambasador, 15 decembrie 2022 - 20 mai 2025)[4]
- Michael Dickerson (însărcinat cu afaceri)[4]